# جون ماكفرلين (رائد أعمال)
جون ماكفرلين (بالإنجليزية: John McFarlane)‏ هو رائد أعمال بريطاني وأسترالي، ولد في 14 يونيو 1947 في دامفريس ‏ في المملكة المتحدة.